# 20 Years Of Hardcore Tour
A 20 Years Of Hardcore Tour a Scooter 2014-ben megrendezett turnéja, melynek során az együttes 20 éves fennállását ünnepelték, kizárólag Németországban rendezett koncerteken. Mivel a Music For A Big Night Out-hoz nem kapcsolódott turné, és a The Fifth Chapter megjelenését 2014 őszére halasztották, így a turné, rendhagyó módon, nem egy albumot népszerűsített, hanem a 20 év alatt keletkezett legnépszerűbb számok egyvelegét mutatta be. Közvetlen előzménye a 2013. december 5-én Hamburgban megtartott zártkörű klubkoncertjük volt, melyen eljátszották az összes TOP10-es kislemezüket.
Ez volt az utolsó turné, melyen az alapító tag, Rick J. Jordan is részt vett. A közönség bemelegítéséért két fellépő, a Rick utódjaként a zenekarba belépő Phil Speiser (ekkor még Dirty Disco Youth művésznéven), és a modern sramlizenét játszó Jägermeisterkapellen felelt. A klasszikus slágereken kívül a medley-k jelentettek újdonságot, valamint két albumtrack, a "Roll Baby Roll" és a "Bit A Bad Boy".

## Dalok listája
A scootertechno.ru információi alapján a következő dalok hangzottak el a turné során:
1. Intro (20 Years Of Hardcore + Terminátor soundtrack (The Age of Love))
2. One (Always Hardcore)
3. Ramp! (The Logical Song)
4. Army Of Hardcore
5. Lass Uns Tanzen / Shake That!
6. Roll Baby Roll
7. No Fate
8. Bit A Bad Boy
9. J'adore Hardcore (hosszú változat)
10. Back in the UK / Rebel Yell
11. Metropolis / Sunrise (Here I Am) / Cambodia / Enola Gay
12. Jigga Jigga!
13. Posse (I Need You on the Floor)
14. Fuck The Millennium / Habanera
15. The Question Is What Is the Question / And No Matches
16. Ti Sento
17. Call Me Mañana
18. 4 A.M.
19. Nessaja
20. Maria (I Like It Loud)
21. Fire (a legutolsó koncerten Rudolf Schenker, a Scorpions gitárosának kíséretével)
22. How Much Is the Fish? (2012-es változat, a Jägermeisterkapelle kíséretével)
23. Energy 52 – Café Del Mar + Hyper Hyper (2004-es változat feljavítva) + Move Your Ass! (hardstyle verzió)

## Helyszínek
- január 7. – Lingen, Emslandarena
- január 9. – Hannover, AWD Hall
- január 10. – Lipcse, Arena
- január 11. – Berlin, o2 World Arena
- január 14. – Bamberg, Stechert Arena
- január 16. – München, Zenith
- január 17. – Stuttgart, Porsche Arena
- január 18. – Düsseldorf, Mitsubishi Electric Hall
- január 19. – Bréma, Pier 2 (Freiburg helyett, a hatalmas érdeklődésre tekintettel)
- január 21. – Offenbach am Main, Stadthalle
- január 23. – Dortmund, Westfalenhalle
- január 24. – Hamburg, o2 World Arena